# Гаусс (місячний кратер)
Кра́тер Га́усс (лат. Gauss) — стародавній великий метеоритний кратер у північно-східній частині видимого боку Місяця. Названа присвоєно в честь німецького математика, механіка, фізика, астронома і геодезиста Карла Фрідріха Гаусса (1777—1855) й затверджена Міжнародним астрономічним союзом у1935 році. Утворення кратера відбулось у нектарському періоді.

## Опис кратера

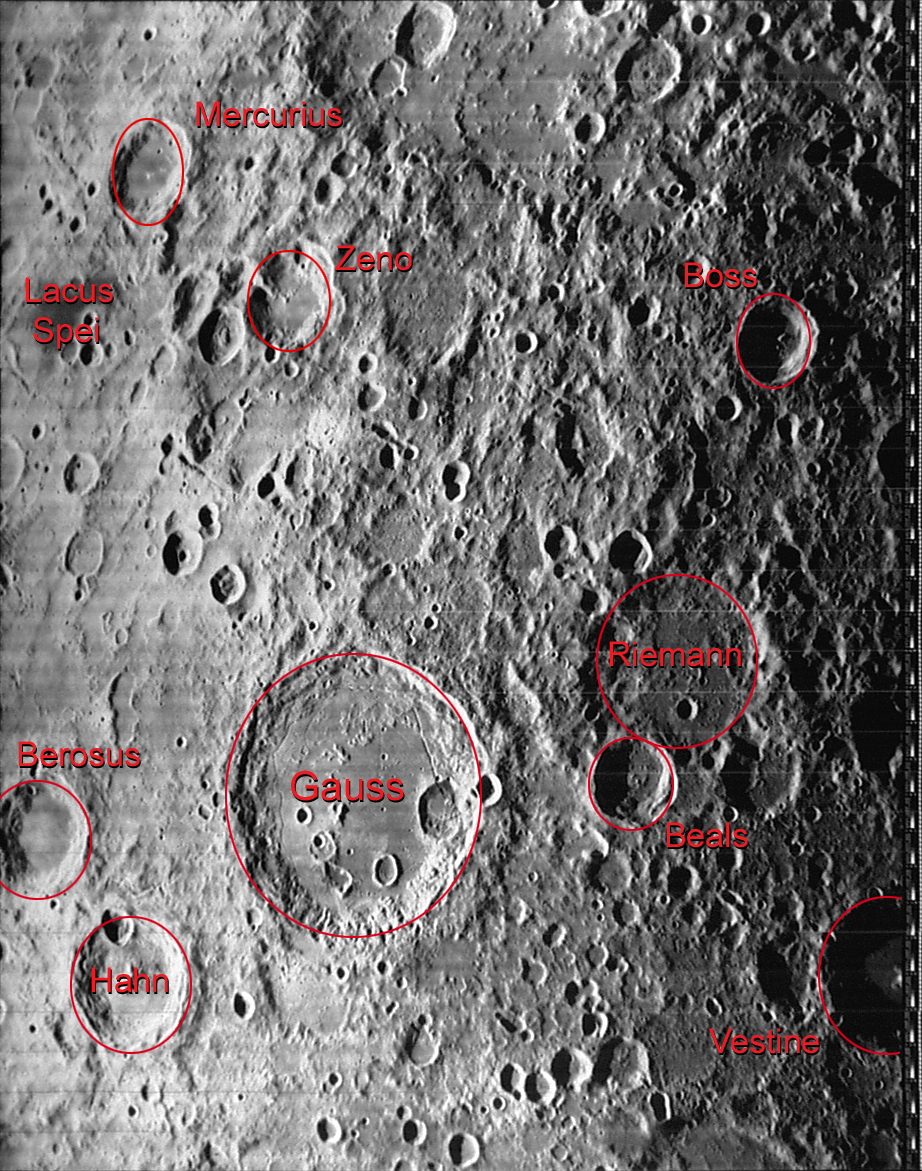
Околиці кратера Гаусс. Світлина зонда Лунар орбітер — 4

Найближчими сусідами кратера є: кратер Зенон на північному заході, кратер Босс на півночі північному заході, кратер Ріман на північному сході, кратер Білз на сході, кратери Релей і Юрі на південному сході; кратер Сенека на півдні, а також кратери Берос і Хан на південному заході. На північному заході від кратера знаходиться Озеро Надії. Селенографічні координати центру кратера 36°01′ пн. ш. 79°05′ сх. д. / 36.01° пн. ш. 79.08° сх. д., діаметр 170,7 км, глибина 2,64 км.
Кратер має полігональну форму, за час свого існування зазнав значних руйнувань, вал кратера найбільше зберігся у північній частині, у південній частині він найбільше зруйнований і прокреслений радіальними борознами. Внутрішній схил валу має терасоподібну структуру у північно-західній частині і сліди обвалів у північно-східній частині. Середня висота валу кратера над навколишньою місцевістю становить 1860 м. Дно чаші кратера є рівним і поцятковане безліччю кратерів різного розміру; найбільшими з яких є сателітні кратери Гаусс E, Гаусс F, Гаусс G у південно-західній частині чаші (див. нижче), Гаусс W у південно-східній частині і Гаусс В у східній. У північно-західній частині знаходиться низка коротких хребтів, ланцюжок піків перетинає кратер з півночі на південь. Майже по усьому периметру чаші кратера тягнеться система борозн.
У силу свого розташування поблизу північно-східного лімбу Місяця кратер має при спостереженнях із Землі спотворену форму і умови його спостереження залежать від лібрації Місяця.

## Сателітні кратери
| Гаусс | Координати                                                | Діаметр, км |
| ----- | --------------------------------------------------------- | ----------- |
| A     | 36°32′ пн. ш. 82°46′ сх. д. / 36.54° пн. ш. 82.77° сх. д. | 20,7        |
| B     | 35°59′ пн. ш. 81°36′ сх. д. / 35.99° пн. ш. 81.6° сх. д.  | 35,5        |
| C     | 39°43′ пн. ш. 72°10′ сх. д. / 39.72° пн. ш. 72.16° сх. д. | 30,0        |
| D     | 39°22′ пн. ш. 73°53′ сх. д. / 39.37° пн. ш. 73.89° сх. д. | 25,1        |
| E     | 35°21′ пн. ш. 77°43′ сх. д. / 35.35° пн. ш. 77.71° сх. д. | 10,4        |
| F     | 34°50′ пн. ш. 78°23′ сх. д. / 34.83° пн. ш. 78.39° сх. д. | 18,0        |
| G     | 34°16′ пн. ш. 79°01′ сх. д. / 34.26° пн. ш. 79.01° сх. д. | 18,0        |
| H     | 33°09′ пн. ш. 76°52′ сх. д. / 33.15° пн. ш. 76.87° сх. д. | 12,1        |
| J     | 40°34′ пн. ш. 72°39′ сх. д. / 40.57° пн. ш. 72.65° сх. д. | 15,8        |
| W     | 34°38′ пн. ш. 80°17′ сх. д. / 34.63° пн. ш. 80.28° сх. д. | 18,5        |

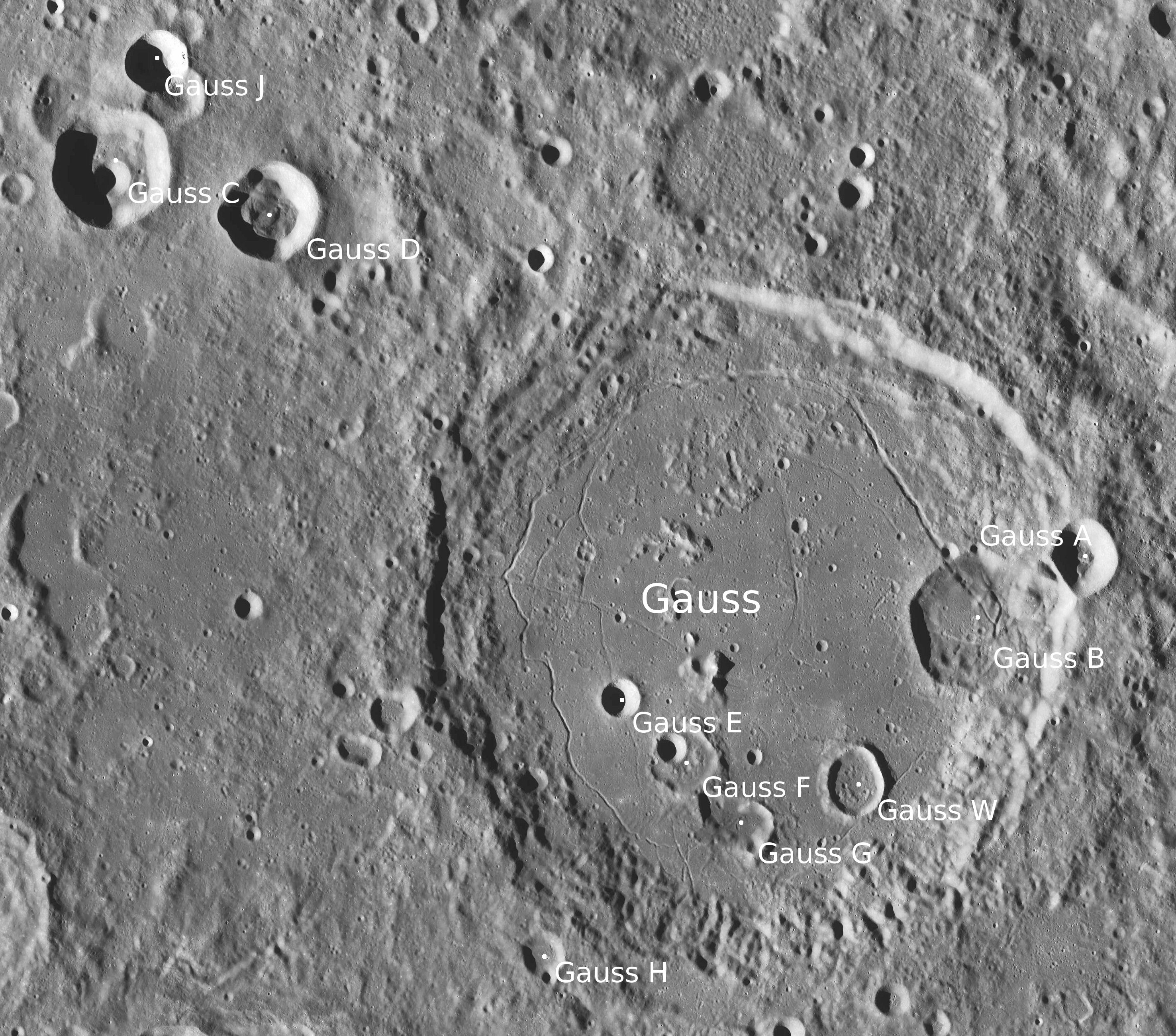
Світлина зонда Lunar Reconnaissance Orbiter

- Утворення сателітного кратера Гаусс B відбулось у нектарському періоді[1].
- Утворення сателітного кратера Гаусс C відбулось у пізньоімбрійському періоді[1].